# Astrochalcis micropus
Astrochalcis micropus is een slangster uit de familie Gorgonocephalidae.
De wetenschappelijke naam van de soort werd in 1912 gepubliceerd door Theodor Mortensen.